# Ignacy Korzeniowski
Ignacy Edward Korzeniowski herbu Nałęcz – polski poeta.
Wydał drukiem: Sonety (Warszawa 1838) oraz Kilka miejscowych ballad, oraz krótka wiadomość o Jadźwingach (Wilno 1839).